# Přirozený výběr
Přirozený výběr je proces, který dle rozmanitých kritérií vybírá z různorodé skupiny jedinců ty, které potlačuje nebo naopak zvýhodňuje. V biologických systémech je spolu s proměnlivostí organismů pomyslným hnacím motorem evoluce. Přirozený výběr je zde ale poněkud komplikován skutečností, že znaky jsou selektovány na jiné úrovni, než na které se dědí jejich vlohy – selektují se jedinci, tj. fenotyp, ale dědí se jejich alely, tzv. genotyp).
Základní dva typy přirozeného výběru jsou přírodní výběr a pohlavní výběr, ale patří sem například i rodičovský výběr.

## Podmínky přirozeného výběru
Charles Darwin definoval pro fungování přirozeného výběru tyto čtyři podmínky:
1. Organismus zplodí za život v průměru více než jednoho plodného potomka.
2. Existuje určitý selekční tlak – organismy s některými vlastnostmi mají větší šanci na přežití než jiné.
3. Existuje vnitrodruhová variabilita – jednotliví příslušníci jednoho druhu se od sebe liší.
4. Existuje heredita – potomci se v průměru podobají více svým rodičům než ostatním členům populace.

Kritika většinou cílí právě na čtvrtý bod, který potřebuje empirické ověření.

## Základní dělení selekce
Selekce může mít mnoho podob a může působit v jakýchkoli stadiích vývoje organismu; všechny fáze jeho života jsou vystaveny působení selekčních tlaků. Existuje několik kritérií, podle kterých rozlišujeme různé typy selekce.

### Tvrdá a měkká selekce
Rozdíl mezi měkkou a tvrdou selekcí spočívá v mechanismu výběru selektovaných jedinců.

#### Tvrdá selekce
Tvrdá selekce pracuje s absolutními požadavky. Má vymezený určitý interval vyžadované vlastnosti a slepě likviduje všechny jedince, kteří se do něj nevejdou. Jak příklad lze uvést situaci, kdy tvrdá selekce v oblasti, kde existují na jaře časté přízemní mrazíky, zlikviduje všechny květiny, které je nedokáží snést.
Základní vlastností tvrdé selekce je, že jí lze uniknout: pokud se organismus vejde do požadovaného intervalu vlastnosti, žádné selekční tlaky na něj již nepůsobí, leda by se požadovaný rozsah intervalu za jeho života změnil. Dalším charakteristickým rysem tohoto typu selekce je, že likviduje nevyhovující jedince bez vztahu ke zbytku jejich populace – není tedy závislá na počtu jedinců populace, hustotě této populace ani intenzitě kompetičních vztahů mezi nimi.

#### Měkká selekce
Měkká selekce nemá žádné absolutní požadavky na jedince a provádí selekci jeho srovnáním s konkurenty, kteří jsou k dispozici. Selekční tlaky zvýhodňují a selektují např. jedince, kteří loví lépe, proti jedincům, kteří loví hůře, dále silnější jedince, kteří jsou schopni získat a obhájit své teritorium či stádo samic, proti slabším jedincům, kteří to nedokáží, atd.
Z logiky věci vyplývá, že takovéto selekci se nedá uniknout tím, že organismus dosáhne určité úrovně, neboť vždy se může objevit konkurent, který jí dosáhl také. Proto také někteří evoluční biologové tvrdí, že měkká selekce je ve skutečnosti o mnoho tvrdší a brutálnější než tvrdá, a považují ji z evolučního hlediska za významnější.
Jelikož měkká selekce pracuje s porovnáváním a kompeticí jedinců, je zjevné, že je závislá na hustotě a velikosti populace a intenzitě kompetičních vztahů. U přemnožené populace bude velice silná, naopak u populace, která se nachází hluboko pod maximální hustotou populace, nemusí mít za určitých okolností prakticky žádný význam.

### Přirozená a umělá selekce
Rozdíl mezi umělou a přirozenou selekcí je v tom, že přirozená selekce je přírodní proces, zatímco selekce umělá je vyvolávána člověkem s určitým záměrem.

Přirozená selekce, probíhající na základě přírodních zákonitosti přežití, neumožnila některým organismům přežívat a jiné díky ní získaly větší životní prostor k rozmnožení se.

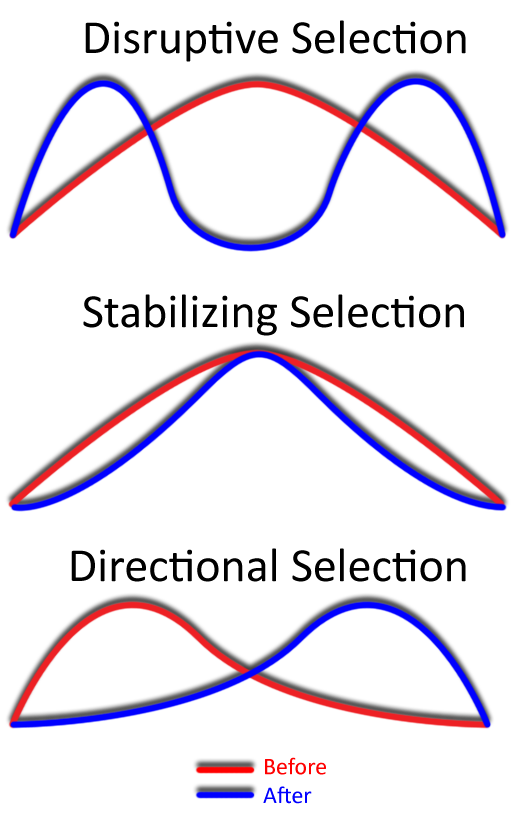
Disruptivní, stabilizující a směrovaná selekce.

Umělou selekci provádí člověk pro svůj prospěch – typickými příklady jsou šlechtění psů či skotu, zvyšování nosnosti slepic, dojivosti krav či velikosti a zbarvení ovoce.

### Ekologická a pohlavní selekce
Rozdíl mezi ekologickou a pohlavní selekcí spočívá v tom, co se na daném jedinci selektuje. Ekologická selekce selektuje jedince na základě jeho životaschopnosti, respektive schopnosti dožít se páření, pohlavní selekce na základě jeho schopnosti se rozmnožovat – najít si partnera a vyprodukovat potomky.

### Stabilizující, směrovaná a disruptivní selekce
Stabilizující selekce je selekce, která odstraňuje extrémy. Příkladem může být velikost sýkorky – ty příliš velké v zimě ve zvýšeném počtu hynou, protože nenajdou dost skulin dostatečně velkých, aby se v nich mohly ukrýt před mrazem, příliš malé rovněž hynou, protože si svoje skulinky nedokáží uhájit.
Méně častá, ale z evolučního hlediska zajímavá, je selekce disruptivní, která zvýhodňuje extrémy a potlačuje průměrné typy.
Posledním typem výběru, taktéž evolučně zajímavým, je směrovaná selekce, která odbourává jedince pouze na jednom konci škály – buďto jen příliš malé, nebo jen příliš velké.

## Zvláštní případy selekce

### Selekce proti hybridům
Selekce proti hybridům znevýhodňuje a potlačuje nevýhodné křížence mezi druhy či poddruhy. Předpokládá se, že má velký vliv na podobu sexuálního výběru u druhů, kde existuje zvýšená pravděpodobnost takového křížení.